# 살치
살치(학명: Hemiculter leucisculus)는 살치속에 속하는 민물고기 중 하나로, 살치속의 모식종이다. 한국·중국·일본·홍콩·아무르강 등지에 두루 서식하며, 모양새는 정어리와 비슷하다. 단생흡충이 기생하고 있을 위험이 있지만 식용 가능하다.